# طوفانبكلي
طوفانبكلي (بالتركية: Tufanbeyli)‏ هي بلدة ومُديريَّة تقع في ولاية أضنة بتركيا. تصل مساحتها إلى 987 كم²، وترتفع عن سطح البحر حوالي 921 م.